# Montechiarugolské hrabství
Montechiarugolské hrabství (italsky Contea di Montechiarugolo) byl malý suverénní stát v severní Itálii, který existoval v letech 1456 až 1612. Zahrnovalo další léno Casei.
Vzniklo rozdělením Guastallského hrabství mezi hraběte Cristofora Torelliho a Pietra Guida I. Torelliho, prvního hraběte z Montechiarugola. Tento titul byl po celou svou historii držen rodem Torelliů, dokud v roce 1612 nebyl anektován Ranucciem I. Farnesem, vévodou parmským, po popravě Pia Torelliho, jeho sestry Clelie Torelli a jejího manžela za jejich účast na spiknutí feudálů proti rodu Farnese.

## Vládci Montechiarugolského hrabství (1406–⁠1612)

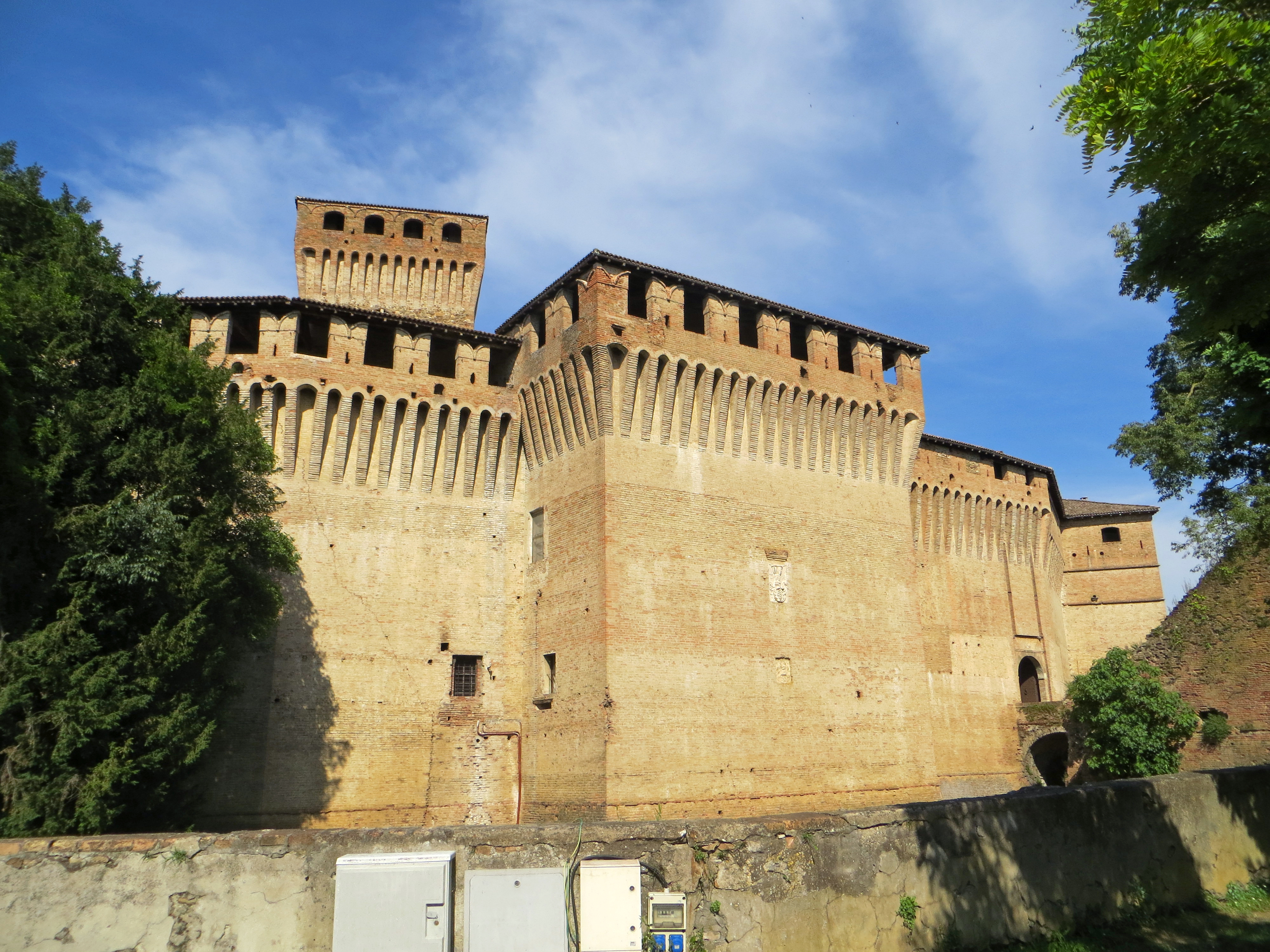
Hrad Montechiarugolo

### Páni z Montechiarugola (1406–1428)
- Guido (1406–⁠1428); povýšen na hraběte

### Hrabata z Montechiarugola (1428–1612)
- Guido (1428–1449)
- Kryštof I. (1449–1460)
- Marcantonio (1460–1462)
- Marsilio (1462–1489)
- Kryštof II. (1489–1500)
francouzská okupace (1500–1504)
- František (1504–1518)
- Pavel (1518–1545)
- Pomponius (1545–1608)
- Pius (1608–1612)
hrabství přechází na Parmské vévodství